# Bryum macrophyllum
Bryum macrophyllum är en bladmossart som beskrevs av Jules Cardot och Brotherus 1923. Bryum macrophyllum ingår i släktet bryummossor, och familjen Bryaceae. Inga underarter finns listade i Catalogue of Life.